# Zdeněk Kosňovský
Zdeněk Kosňovský (* 25. srpna 1932) je bývalý československý fotbalista, útočník. Po skončení aktivní kariéry působí v Baníku Ostrava jako trenér mládeže.

## Fotbalová kariéra
V československé lize hrál Baník Ostrava. Dal 2 ligové góly.

## Ligová bilance
| Ročník                                   | Zápasy | Góly | Klub          |
| ---------------------------------------- | ------ | ---- | ------------- |
| 1. československá fotbalová liga 1958/59 | 12     | 1    | Baník Ostrava |
| 1. československá fotbalová liga 1959/60 | 15     | 1    | Baník Ostrava |
| 1. československá fotbalová liga 1960/61 | 1      | 0    | Baník Ostrava |
| CELKEM                                   | 28     | 2    |               |